# Château de Zakimi
Le château de Zakimi (座喜味城, Zakimi-gusuku) est un gusuku (forteresse) situé à Yomitan dans la préfecture d'Okinawa, au Japon. Il est à présent en ruines mais les murs et les fondations ont été restaurés. Le château de Zakimi fait partie des sites Gusuku et biens associés du royaume des Ryūkyū inscrits au patrimoine mondial de l'UNESCO en 2000.

## Histoire du site

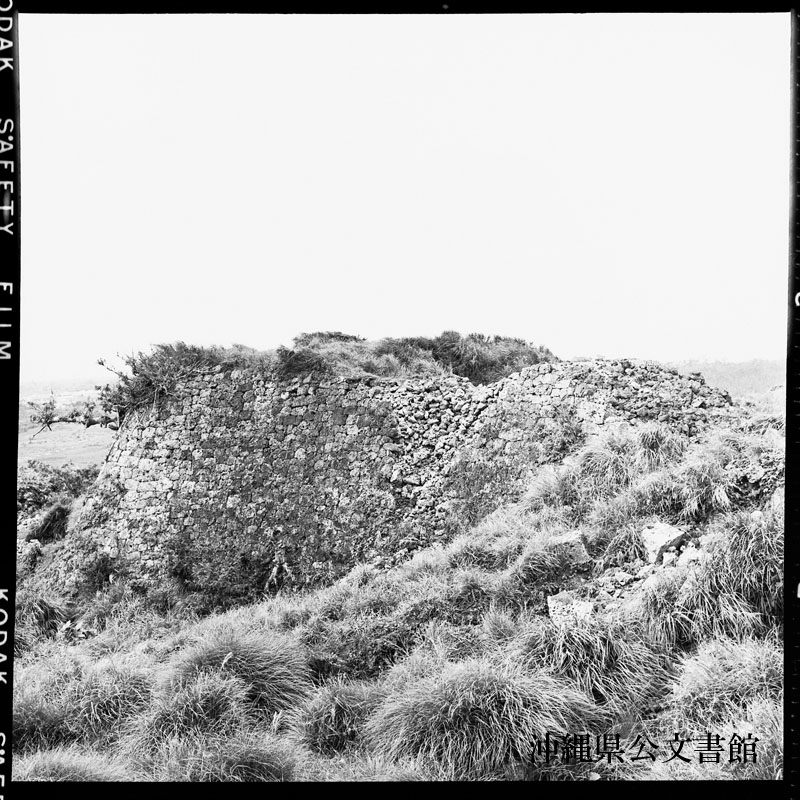
Ruine du château Zakimi en 1957

Construit entre 1416 et 1422 par le célèbre Gosamaru, le château de Zakimi dominait la partie septentrionale d'Okinawa. La forteresse gusuku avait deux cours intérieures, chacune avec un portail en arc. C'est le premier portail de pierre en arc disposant de l'unique clé de voûte en maçonnerie des îles Ryūkyū.
Avant et pendant la Seconde Guerre mondiale, le château était utilisé comme site canonnier puis après la guerre, comme station radar par les forces américaines. Quelques-uns des murs avaient été détruits afin d'installer les équipements radar et restaurés depuis.